# دیوید فورد (بازیکن فوتبال)
دیوید فورد (انگلیسی: David Ford؛ زادهٔ ۲ مارس ۱۹۴۵) بازیکن فوتبال اهل بریتانیا است.
از باشگاه‌هایی که در آن بازی کرده‌است می‌توان به باشگاه فوتبال شفیلد ونزدی اشاره کرد.